# Lieurey

Lieurey este o comună în departamentul Eure, Franța. În 1 ianuarie 2022 avea o populație de 1.471 de locuitori.